# Zemfira
Zemfira Talgátovna Ramazánova (en ruso: Земфира Талгатовна Рамазанова, en tártaro: Земфира Тәлгать кызы Рамазанова, Zemfira Tälğät qızı Ramazanova, n. 26 de agosto de 1976, Ufá) es una cantante de rock rusa. Desde su debut en 1998 ha alcanzado gran popularidad no sólo en Rusia, sino en otras ex repúblicas soviéticas y Europa oriental, y ha vendido más de tres millones de álbumes a lo largo de su carrera.

## Biografía
De padre tártaro y madre baskir, su padre fue profesor de historia en una escuela y su madre, médico. Desde muy pequeña demostró interés por la música, tal es así que escribió su primera canción a los 7 años.
Su hermano mayor, Ramil, influenció en su gusto por el rock, género que se volvería para ella una pasión. Empezó realizando versiones de grupos como Kinó, Nautilus Pompilius y Aquarium.

## Álbumes
- Zemfira (1998), Земфира
- Perdóname, mi amor (2000), Прости Меня Моя Любовь
- 14 Semanas de Silencio (2002), 14 Недель Тишины
- Vendetta (2005), Вендетта
- Zemfira.Live (2006) Земфира.Live
- Gracias (2007) Спасибо
- Zemfira.Live 2 (2010) Земфира.Live 2
- Vivir en tu cabeza (2013) Жить в твоей голове
- Borderline (2021) Бордерлайн

## EP
- Oh (2021) Ах

## Singles
- Снег (Snyeg) (1999), La nieve
- До Свидания (Do svidanya) (2000), ¡Hasta la vista!
- Трафик (2001), El tráfico
- Бесконечность (Beskonyechnost') (2002), Infinito (#1 en el ranking ruso)
- Мачо (2002), El macho
- Webgirl (2003)
- Небомореоблака (Nebomoreoblaka) (2004), Cielomarnubes (#2 en el ranking ruso)
- Любовь, как случайная смерть (Lyubov', kak sluchaynaya smert') (2004), El amor, como una muerte accidental (#54)
- Прогулка (Progulka) (2004), El paseo (#5)
- Как быть? (Kak byt?) (2004), ¿Qué voy a hacer? (#9)
- Итоги (Itogi) (2005), Los resultados (#22)
- Так и оставим (Tak i ostavim) (2005), Y así lo dejamos (#148)
- Мальчик (Mal'chik) (2007), El chico (#45)
- Без шансов (Biez shansov) (2011), Sin posibilidades

## DVD
- Зелёный театр в Земфире (Zelyoniy teatr v Zemfire) (2008), El Teatro Verde en Zemfira. El concierto-entrevista dirigido por la actriz y directora Renata Litvinova. El concierto tuvo lugar el 8 de junio de 2007 en Moscú.